# Eritrejsko-etiopski rat
Eritrejsko-etiopski rat bio je oružani sukob između Eritreje i Etiopija između 1998. i 2000. Razlog rata bio je konflikt oko granice između novopriznate države Eritreje i Etiopije, i suprotnosti iz građanskog rata koji je završen 1991.

## Povijest sukoba
Ujedinjeni narodi su odlučili 1950. da bivša talijanska kolonija Eritreja treba ući u federaciju s Etiopijom.
Obje države bi imale isti status u federaciji, s izuzetkom da bi Etiopija preuzela obranu i vanjsku politiku zemlje. Federacija je od samog početka bila puna nesuglasica. Eritreja je u to vrijeme bila ekonomski i politički najrazvijenija oblast Afrike južno od Sahare, i trebala se ujediniti s feudalnom carskom Etiopijom. 
Obje strane su smatrale situaciju neodrživom. Eritrejske stranke i sindikati su demonstrirali 1950-ih protiv etiopskog nepoštivanja federalnog ustava. Između ostalog dolazi do zabrane eritrejske zastave, Etiopija je počela oporezivati Eritrejce, zarada iz eritrejskih luka je išla u etiopski dio federacije, a korištenje eritrejskog jezika bilo je ograničeno u korist službenog etiopskog jezika.
Etiopski car, Haile Selassie, odgovara 1962. na proteste aneksijom Eritreje koja je tako postala provincija u Etiopiji.
Već 1961. izbija oružana pobuna u Eritreji zbog etiopskih ograničenja. To je bio početak 30-o godišnjeg oslobodilačkog rata koji je trajao do svibnja 1991. i koji je bio najduži rat u povijesti Afrike.
Oko 65 000 eritrejskih vojnika poginulo je u borbama kao i desetine tisuća civila. To je ostavilo velike posljedice na zemlju koja je imala oko 3,5 mil. stanovnika. Broj poginulih i povrijeđenih etiopskih vojnika je nepoznat ali pretpostavlja se da se radi o nekoliko stotina tisuća.

## Rat
Tijekom 1998. dolazi do pogoršanja odnosa između ove dvije države. U oblasti oko naselja Badme, započinju oružane borbe u jesen 1998. Obje države su pojačale vojnu prisutnost u oblasti. Kasnije 1998. dolazi do pojačanih ratnih sukoba na više frontova, sa zračnim napadima na ciljeve daleko iza fronta.
Sukob je prerastao u rovovski rat. U ofanzivi u veljači 1999. etiopske snage su zauzele Badme. U svibnju 2000., Etiopija započinje veliku ofenzivu prešavši preko granične rijeke Mareb. Na središnjici fronta dolazi također do povlačenja eritrejskih snaga. Kao posljedica ovoga dolazi do okupacije velikih dijelova Eritreje od strane Etiopije. Obje strane postižu dogovar o primirju. U prosincu 2000. dolazi do potpisivanja mirovnog sporazuma u Alžiru.

## Posljedice rata
Pretpostavlja se da je u ratu poginulo najmanje 100 000 vojnika, 19 000 eritrejskih vojnika i nepoznat broj etiopskih. Etiopija nije nikada objavila službeni broj poginulih. Osim toga Etiopija je okupirala četvrtinu Eritreje, uništila veliki dio eritrejske infrastrukture a oko 500 000 Eritrejaca postali su beskućnici. Ujedinjeni narodi i SAD su uspjeli uspostaviti primirje a zaraćene strane su potpisale mirovni ugovor. Odlučeno je da Mirovne snage Ujedinjenih naroda patroliraju graničnim pojasom duž etiopsko-eritrejske granice. Uspostavljena je 25 km demilitarizirana zona na eritrejskoj strani granice, grad Badme je trebao pripasti Eritreji, dok je Etiopija trebala platiti ratnu odštetu.
Etiopija odbija i dalje napustiti sporne oblasti, iako je Internacionalni sud u Haagu potvrdio da one pripadaju Eritreji i nastavlja okupaciju npr. Badmea.
Etiopija stalno optužuje Eritreju da podržava neke islamske militante grupe u Somaliji, poput Al-Shabaaba.